# Timberlake, Ohio
Timberlake là một làng thuộc quận Lake, tiểu bang Ohio, Hoa Kỳ. Năm 2010, dân số của làng này là 675 người.